# ジム・アーノルド
ジム・アーノルド（Jim Arnold 1961年1月31日- ）はジョージア州ドールトン出身のアメリカンフットボール選手。NFLで1983年から1994年まで12シーズンプレーした。ポジションはパンター。

## 経歴
ヴァンダービルト大学時代の1982年にオールアメリカンに選ばれた。同年のノースカロライナ大学戦では8回のパントで425ヤード、平均53.1ヤードの大学記録を残した。
1983年のNFLドラフト5巡でカンザスシティ・チーフスに指名された。チーフスでは1985年までの3シーズンプレーした。
1984年にはAFCトップの平均44.9ヤードを記録した。
1986年から1993年まで8シーズン、デトロイト・ライオンズでプレーした。
1986年11月、感謝祭の日に行われたグリーンベイ・パッカーズ戦の第4Q終盤、彼が蹴ったパントは、17ヤード地点でキャッチしたウォルター・スタンリーが83ヤードのリターンTDをあげて、チームは40-44で敗れた。1987年、1988年にはプロボウルに選出された。
1988年9月のニューオーリンズ・セインツ戦では自陣12ヤードからのフェイクパントに失敗チームは敗れた。同年NFCトップの平均42.4ヤードを記録した。
1992年11月15日のピッツバーグ・スティーラーズ戦で、ウォーレン・ウィリアムズにパントブロックをされた。これはプロ入り後212回目のパントで初めてのことであった。
ライオンズで1993年までプレーした後、1994年はマイアミ・ドルフィンズでプレーした。シーズン途中の11月、AFC最低の平均39.3ヤードの記録であった彼は解雇され、ドルフィンズはジョン・キッドを獲得した。
1999年にはプロフットボール殿堂候補者にノミネートされた。
2012年5月、現役時代のプレーで、脳震盪を起こしたとして、NFLを訴えている。